# Portada/efemèride febrer 16
Toni Xuclà
« 15 de febrer · 16 de febrer · 17 de febrer »